# دیوید بست (بازیکن فوتبال)
دیوید بست (انگلیسی: David Best؛ زادهٔ ۶ سپتامبر ۱۹۴۳) بازیکن فوتبال اهل بریتانیا است.
از باشگاه‌هایی که در آن بازی کرده‌است می‌توان به باشگاه فوتبال پورتسموث، باشگاه فوتبال ایپسویچ تاون، باشگاه فوتبال اولدهام اتلتیک، و باشگاه فوتبال ای‌اف‌سی بورنموث اشاره کرد.